# Dautzsch

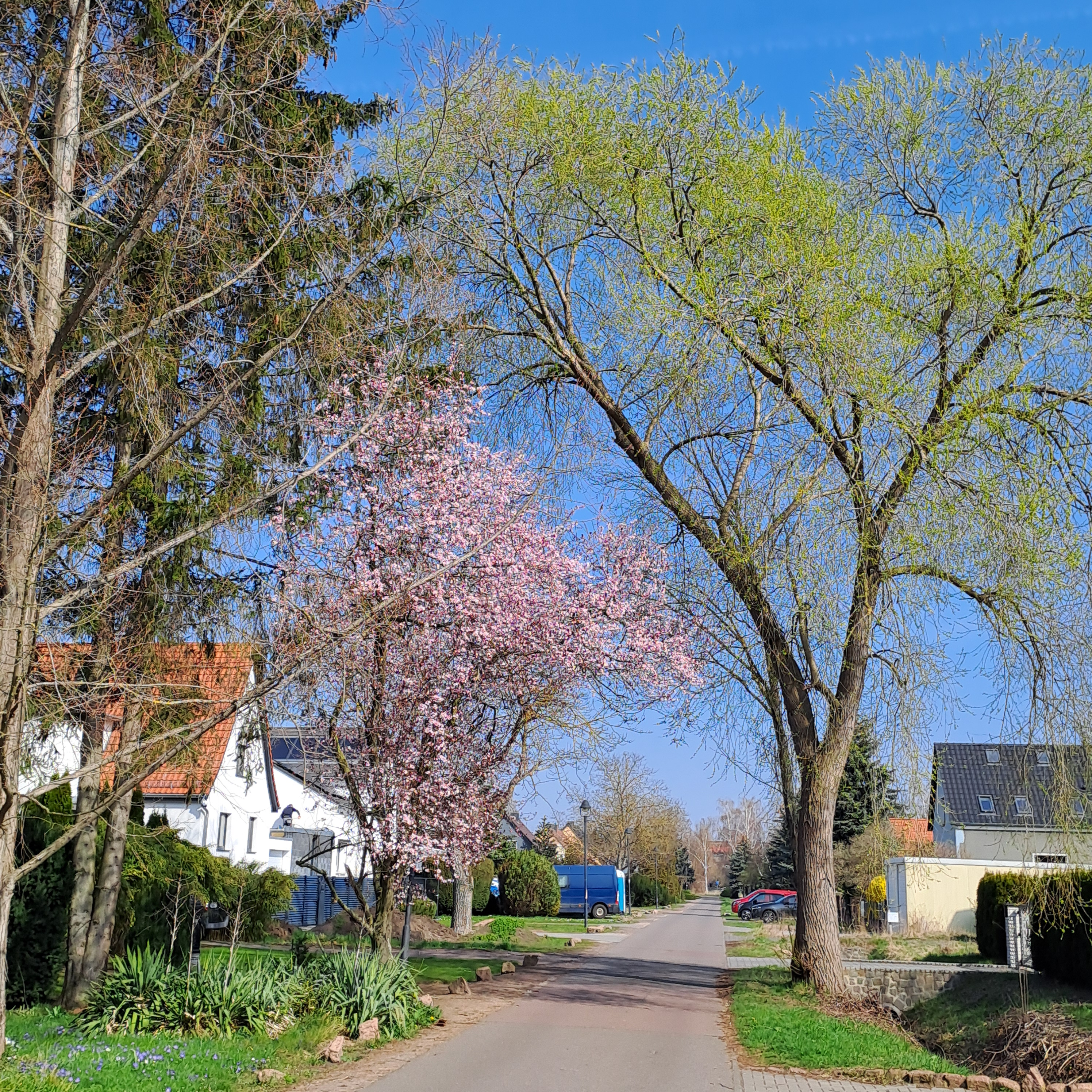
Sommerweg im Dautzsch-Viertel

Der Dautzsch ist eine Erhebung und der gleichnamige Stadtteil im Stadtbezirk Ost der Stadt Halle (Saale). Er befindet sich zwischen den damaligen alten Dörfern Diemitz und Reideburg und hat 1931 Einwohner.

## Name
Der Name Dautzsch leitet sich von der altsorbischen Bezeichnung duc und der neusorbischen Bezeichnung dus für wehenden Wind ab. In späteren Urkunden nach dem 14./15. Jh. wird der Dautzsch als „Dautz“ oder „Teutschfeld“ erwähnt. Jacob von Stetten berichtet 1679 von einer Ausgrabung 1675 auf dem Dautzschberge bzw. Teutschberge. In der Dreyhauptschen-Chronik findet der Dautzsch Erwähnung als „Dautz“ und auf Karten des 18. und 19. Jahrhunderts wird er als „Dautschfeld“ oder „vorderes und hinteres Dautzschfeld“ dargestellt.

## Geschichte
Bei den Erhebungen handelt es sich um eine, an der höchsten Stelle, etwa 108 Meter hohe humusbedeckte Porphyr-Hügelgruppe, welche ein Ausläufer des Rothenburg-Petersberger Hochplateaus ist. Von der Hügelgruppe ragen nur etwa 10 Meter über das Bodenniveau der umliegenden Felder hinaus. Die Gegend war früher umgeben von Sumpfgebieten und besteht aus dem Großen Dautzsch und dem Kleinen oder Jauchen Dautzsch.
Seit dem 8. Jh., als noch überwiegend slawische Bevölkerung ansässig war, fanden die Osterfeuer für die Kirchengemeinden Reideburg, Büschdorf und Diemitz auf dem großen Dautzschberg statt.
Im Jahr 1675 wurden auf dem Dautzsch eine prähistorische Urne, in der sich Perlen oder Pflanzensamen befanden und ein eiserner Keil der Latènezeit gefunden, der durch die unkundigen Finder unbekannt verkauft wurde.
Im Jahr 1931 wurde im Zöberitzer Weg die Gartenanlage des Kleingartenvereins-Reideburg errichtet, die noch heute existiert.
Die Siedlung am Dautzsch gibt es seit Anfang der 1930er. Die damalige „Stadtrandsiedlung“ liegt im Osten von Halle und gehörte, damals noch vor den Toren bzw. außerhalb der Stadt Halle im Saalkreis, zu den alten Gemüsedörfern um Halle, wo besonders Gurken und Kümmel angebaut wurden.
Nach der Bewilligung eines Reichsdarlehens im Februar 1932 in Höhe von 350.000 Reichsmark, wurden ab dem 17. April 1932 mit dem ersten Spatenstich durch die Siedlungsgenossenschaft „Eigene Scholle GmbH“ und die späteren Siedler die ersten 58 Doppelhäuser im Birnenweg (heute Rapsweg), Apfelweg (heute Maisweg), Kirschweg (heute Rebenweg) und Zöberitzer Weg errichtet. Jede dieser 116 Doppelhaushälften steht auf einem etwa 1000 Quadratmeter großen rechteckigen Grundstück. Alle Mitglieder der Siedlungsgemeinschaft und späteren Eigentümer der Häuser, errichteten diese zusammen und wussten nicht, welches der Häuser sie später beziehen würden. Nach Fertigstellung wurde per Zufallsentscheid ausgelost, welcher Bauherr welches Haus in Besitz nehmen durfte. Geplant war mit dieser Verfahrensweise, dass alle Häuser in der bestmöglichen Qualität errichtet werden, den gleichen Ausstattungsstandard bekommen und keiner der Siedler benachteiligt wird. Bis 1933 wuchs die Zahl der Doppelhaushälften in den vier Wegen auf 140 an.
Im Jahr 1936 wurden, als Teil des Mitteldeutschen Flakgürtels, auf dem Dautzsch vier leichte Flak-Geschütze des Flak-Regiments 33 aufgestellt, die zum Luftverteidigungskonzept im Großraum Halle-Leipzig gehörten. Die Fundamente der Anlagen findet man noch heute zwischen dem großen und kleinen Dautzschberg.
Auf dem großen Dautzschberg befindet sich zudem ein Anfang der 1960er erbauter Luftbeobachtungsbunker der Zivilverteidigung der DDR. Bei diesem Bunker handelt es sich um einen 5 × 6 Meter großen Kleinbunker mit Gasschleuse und manueller Belüftung.
Am 1. Juli 1950 wurde der Dautzsch in die Stadt Halle (Saale) eingemeindet.

## Allgemeines

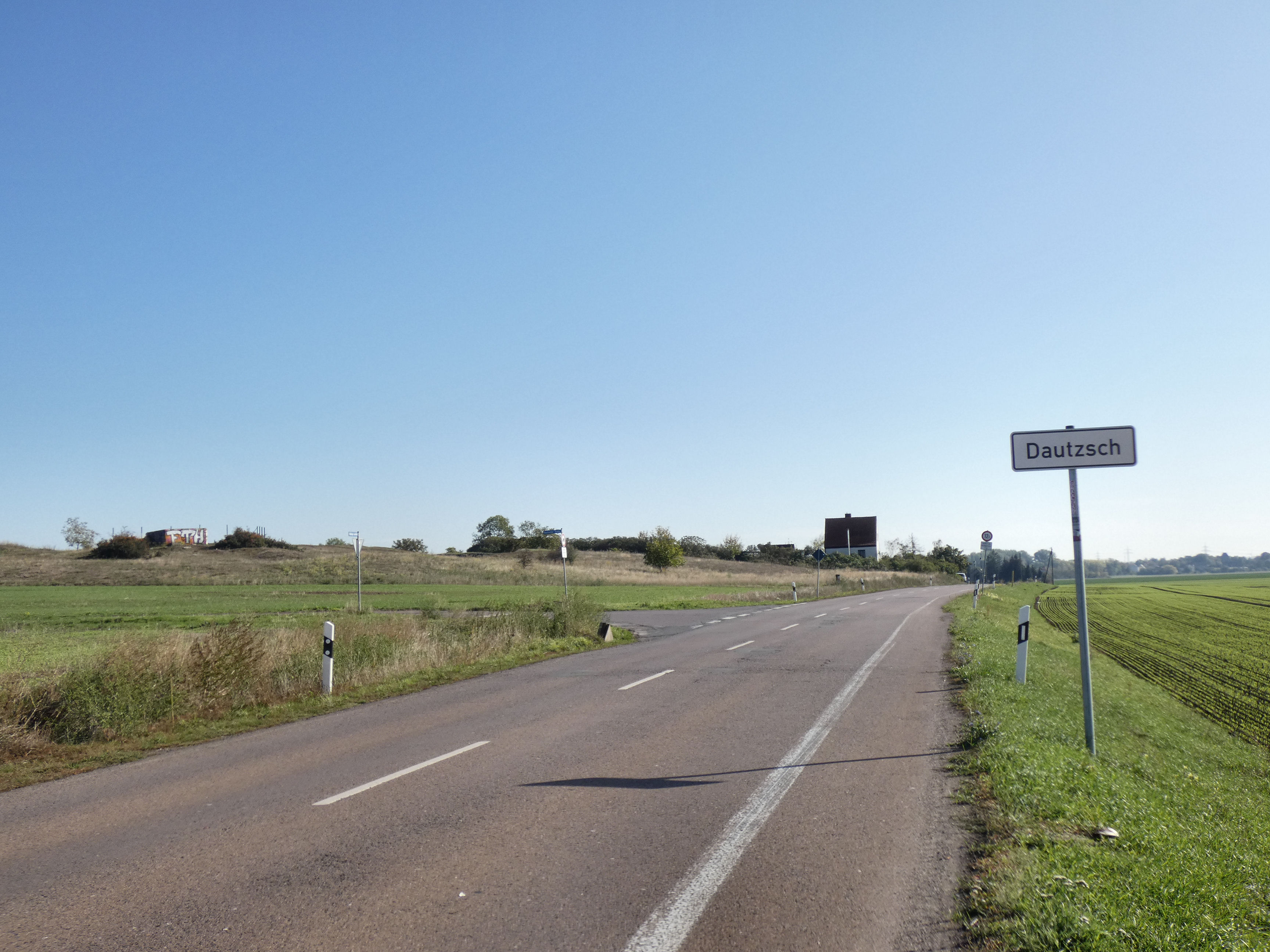
Großer Dautzschberg mit Luftbeobachtungsbunker

Der Dautzsch gilt als gefragtes Wohnviertel, da in diesem Stadtteil großflächig Bauland innerhalb der halleschen Stadtgrenzen vorhanden ist bzw. mehrfach vormals bewirtschaftete Ackerflächen in Wohnbauflächen umgewandelt wurden. Die Leerstandsquote des Stadtteils liegt bei 0,9 Prozent und ist die niedrigste der Stadt Halle.
Die Siedlung umfasste im Jahr 2018 mehr als 1900 Einwohner. Dies entspricht einer Steigerung der Bevölkerungszahlen von über 50 % im Vergleich zum Jahre 1989.
Im Jahre 1989 wurde eine Gemeinschaftsantennenanlage bzw. eine Kabelkopfstelle auf dem Dautzschberg errichtet, die vom gemeinnützigen Verein Interessengemeinschaft Dautzscher Antenne betrieben wird und die TV-Versorgung des Gebietes über Kabel sicherstellt. Die Refinanzierung erfolgt über Mitgliedsbeiträge in Höhe von 43 Euro jährlich.
Um die Interessen der Bürger bei Aspekten der Stadtentwicklung wahrzunehmen, wie zum Beispiel nötige Straßensanierungen, Straßenneubauten, Lösung von Hochwasserproblemen und Bekämpfung von Fluglärm verursacht durch den naheliegenden Flughafen Leipzig/Halle existiert seit 2001 die Bürgerinitiative Dautzscher Wohngemeinschaft.
Zur kommunalen Infrastruktur gehören der Sportplatz für Fußballspiele der Stadtober-, Kreis- und Jugendliga sowie das in den 1950er Jahren errichtete Kulturhaus, das neben einer Gaststätte ebenfalls einen großen Saal umfasst. Dieser wurde 2022–2023 renoviert und wird als Domizil für den dort am 1. Mai 1963 gegründeten Sportverein SV Dautzsch 63 e. V. sowie für Gastspiele des halleschen Kabaretts und als Wahllokal genutzt.
Infrastrukturell ist das Viertel unmittelbar an die B100 und die BAB14 sowie seit Dezember 2018 über die Haupterschließungsstraße Halle-Ost (Europachaussee) ebenfalls an die B6 und B91 angebunden.

## Sonstiges
Im Krater des Dautzschbergs, der aus Porphyr besteht, wurden bis ins 19. Jh. Steine für den Straßenbau gebrochen, so dass in der Mitte ein Loch von der Größe eines halben Fußballfeldes entstand. Dieses Loch wurde bis zur Teilverfüllung mit Schutt und Asche bis Anfang der 1930er als Badesee genutzt. Das Gelände am und um den Dautzschberg wurde in den 1930er Jahren zudem beispielsweise für sportliche Wettkämpfe im Rahmen der jährlichen Sommerfeste der Siedlergemeinschaften Reideburg und Dautzsch, als Festplatz des Diemitzer Turnvereins, für Treffen des Deutschen Jungvolks mit bis zu 1000 Teilnehmern und für Sonnenwendfeiern und Bismarck-Feiern der damaligen Gemeinden Diemitz, Büschdorf, Reideburg und Zöberitz mit bis zu 8000 Teilnehmern genutzt. Später entstand im Krater, nach einem Beschluss der Gemeindevertretung Diemitz vom 24. Februar 1925, bis 1927 ein Sportplatz. Auf diesem wurden nach seiner Fertigstellung Fußball- und Handballspiele sowie ab Anfang der 1970er Jahre bis 1988 Motoball-Spiele des Motorsportclubs Halle durchgeführt. Der Platz wurde später für die jährlich bis Ende der 1990er Jahre stattfindenden Osterfeuer genutzt.